# Franz Xaver Winterhalter
Franz Xaver Winterhalter (Menzenschwand u Schwarzwaldu, 20. travnja 1805. - Frankfurt na Majni, 8. srpnja 1873.) njemački portretist i litograf.
Winterhalter je bio jedan od devetero djece od kojih je samo petero preživjelo dječju dob. Školovao se kao litograf. 1823. je započeo studij slikarstva u Münchenu. U tom razdoblju je radio kod portretista Joseph Stielera. Nakon završetka studija je otišao 1828. u Karlsruheu. Tamo je dobivao zadaće portretiranja te je postao dvorskim slikarom. 1834. je napustio Karlsruhe. Od tada pa nadalje će dobivati razne portretne narudžbe. Poznati su njegovi portreti carice Elizabete ili engleske kraljice Viktorije.

## Vanjske poveznice
Olga's Gallery - Winterhalterove slike